# Fil di ruota
Nelle barche a vela l'andatura in fil di ruota è quella con il vento che sopraggiunge esattamente di poppa; in sostanza, con questa andatura portante, il vento è parallelo al piano longitudinale della barca e la sospinge nella sua stessa direzione.